# انریکو گاسپاروتو
انریکو گاسپاروتو (ایتالیایی: Enrico Gasparotto؛ زادهٔ ۲۲ مارس ۱۹۸۲) دوچرخه‌سوار اهل ایتالیا است.
از باشگاه‌هایی که در آن رکاب زده‌است می‌توان به تیم یوای‌ئی امارات، تیم آستانه، وانتی–گروپ گوبر، تیم دوچرخه‌سواری بارلوورد، لیکویگاس، تیم دوچرخه‌سواری تناکس، و تیم دوچرخه‌سواری بحرین–مریدا اشاره کرد.